# 奥迪体育公园
奥迪体育公园（德語：Audi-Sportpark）是建于德国因戈尔施塔特巴伐利亚石油原址的一座专业足球场所使用的名称。它地处因戈尔施塔特通往曼兴方向的东南部。场地的物权者为奥迪物业管理有限公司（Audi Immobilien Verwaltung GmbH），即奥迪股份公司的子公司。

## 历史
奥迪体育公园是继ESV体育场和中部体育设施专区（MTV主场）之后，因戈尔施塔特最著名的三座足球场馆之一。其建设成本共计约2000万欧元。当MTV因戈尔施塔特和ESV因戈尔施塔特的足球分部于2004年2月5日合组为因戈尔施塔特04足球俱乐部，并在2007-08赛季晋身德国足球丙级联赛之后，俱乐部已经意识到将主场从MTV主场搬迁至ESV体育场是不可避免的。这是因为老旧的MTV主场无法满足德国足协对于丙级联赛的要求。而在接下来的赛季又成功升入德国足球乙级联赛之后，后者主管机构德国足球职业联盟也仅给予经过改造后的ESV体育场（改造后更名为图雅体育场）发放两年的赛事举办牌照。
很明显，俱乐部至2010-11赛季需要获得新的球场，因为它们期望稳定在德乙。俱乐部遂在2008年6月12日决定，必须实际新建一座新的比赛场地。规划选址则定在巴伐利亚石油的原炼油厂地块。初步的建造成本估算为约2400万欧元，它将由俱乐部的主赞助商奥迪自行筹措。而对于连接球场的交通基础设施则由因戈尔施塔特市政府承担。除了主体育场外，当时这项名为奥迪体育公园的规划综合体还包括两块训练场地。
2008年7月初，主管部门上巴伐利亚行政区启动了该地块的土地规划审批。在此过程中，将为体育场建设对自然环境、计划用水和筑路造成的影响进行评估。为此，主管部门和受影响的社区需要进行磋商。至同年10月初，审批程序完成，同时地方政府也对该项目开了绿灯。期间共有43家协会、组织、行政机关和社区参与了磋商。
然而在2008年11月下旬，希望购买体育场地块的因戈尔施塔特市政府却与前业主巴伐利亚石油就受污染土地的修复问题发生纠纷。经过最初的合同草案后，企业方希望仅按法律规定的最低标准进行修复，但市政府仍担心会对更深的地层造成进一步污染。此外巴伐利亚石油还应承认一项独家建设权的附加条款，而该企业也希望政府方禁止将一个备用选址作为建筑用地写入条款中。
在此之后，双方于2009年1月中旬继续谈判，并最终在2月初达成协议。这意味着，巴伐利亚石油需要无限期承担整个地块的修复工作。而市政府则明确保留了新球场的最初选址。市议会很快便通过了这份协议，使得俱乐部仅在一天后便可与施工方赫尔米希筹划新场馆的建设工程。
相应的，工程应在2009年5月开始动工，并将在2010年于原炼油厂地块建成一座可容纳15,000人的体育场。席位数量共由9000个座席和6000个站席所组成。这座因戈尔施塔特04的新主场还预留了可在必要时进行拓展的设计。在首个改建阶段中，将可提供22,000个带顶棚的席位并安装三至四排座椅。而若要进一步将容量扩大为30,000人，则俱乐部必须将顶棚完全拆除，以建立一个更大的顶棚。除主球场和两块训练场地外，俱乐部还计划在未来兴建用于二队和青年队的足球场地。
动工仪式按计划在2009年5月22日举行，俱乐部官员、城市代表和当地政治家出席了仪式。从这天起至它成为因戈尔施塔特04的新主场总共历时14个月。在土建工作完成后，人们在2009年8月末可以见到工地的首个混凝土部分正在不断增高。
球场的奠基仪式于2009年11月举行。至那时南看台及东看台的主体已完成。随后的严寒冬天对工程进度的影响甚微：责任人在12月便已对球场二层平台的进行浇筑，并可在来年1月完成外墙工程。南看台的顶棚及非终点直道也已经完工。随后是主体建筑旁和售货亭的建设工程，它们围绕在奥迪体育公园的周边。
2010年6月17日至18日，草皮作为最后的环节进行交付。在它完成铺设后，球场即告竣工，并于7月24日正式开幕。作为开幕式的一部分，这里还举行了名为“闪电杯”的友谊赛，并由沃尔夫斯堡夺得锦标。其它参赛球队则包括主办方因戈尔施塔特04和奥格斯堡。